# Рентген (единица измерения)
Рентге́н (русское обозначение: Р; международное: R) — внесистемная единица экспозиционной дозы облучения рентгеновским или гамма-излучением, определяемая по их ионизирующему действию на сухой атмосферный воздух. В Российской Федерации рентген допущен к использованию в качестве внесистемной единицы без ограничения срока с областью применения «ядерная физика, медицина». Международная организация законодательной метрологии (МОЗМ) в своих рекомендациях относит рентген к единицам измерения, «которые могут временно применяться до даты, установленной национальными предписаниями, но которые не должны вводиться, если они не используются».
При количественной оценке воздействия излучения на человека используется системная единица измерения зиверт (Зв).

## Определение
Рентген равен экспозиционной дозе фотонного излучения, при которой в 1 см³ воздуха, находящегося при нормальном атмосферном давлении и 0 °C, образуются ионы, несущие заряд, равный 1 единице заряда СГСЭ (≈3,33564⋅10−10 Кл) каждого знака. При дозе рентгеновского или гамма-излучения, равной 1 Р, в 1 см³ воздуха образуется 2,082⋅109 пар ионов.
Единица экспозиционной дозы в Международной системе единиц (СИ) — кулон на килограмм (Кл/кг, C/kg).
1 Кл/кг = 3876 Р; 1 Р = 2,57976⋅10−4 Кл/кг.
Рентген в качестве единицы дозы рентгеновского излучения был введён в 1928 году II Международным конгрессом радиологов (Стокгольм) в честь В. Рентгена, первооткрывателя рентгеновских лучей.

## Фэр
Фэр (устаревшая единица, физический эквивалент рентгена) — доза излучения, полученная единицей массы мягкой биологической ткани, при которой энергия, поглощённая в ткани, соответствует энергии, поглощённой воздухом такой же массы, при экспозиционной дозе в 1 Р. 1 фэр равен 85 эрг/г (0,0085 Дж/кг).

## Область применения
Несмотря на то, что, например, ГОСТ 8.417—81 прямо запретил использование большинства внесистемных единиц измерения, рентген продолжает достаточно широко использоваться в технике, отчасти потому, что многие имеющиеся измерительные приборы (дозиметры) отградуированы именно в рентгенах, например, ДРГ-01Т1.
Впрочем, широкого распространения единица Кл/кг не получила в связи с выходом из употребления самой физической величины экспозиционной дозы. Кл/кг используется главным образом для формального перевода из рентгенов в системные единицы (там, где исходная величина указана в единицах экспозиционной дозы). На практике сейчас чаще пользуются системными единицами поглощённой, эквивалентной и эффективной (а также групповой, коллективной, амбиентной и др.) дозы, то есть грэями и зивертами (а также кратными/дольными производными от них).
В условиях электронного равновесия (сумма энергий образующихся электронов, покидающих данный объем, равна сумме энергий электронов, поступающих в объем) экспозиционной дозе 1 Р соответствует поглощённая доза в воздухе, равная 0,88 рад (однако эта величина отличается от дозы, которую получил бы человек, если бы он находился в таком же поле излучения — как от поглощённой дозы в ткани, так и от амбиентного эквивалента дозы).